# Obsidian Energy

Logo der ehemaligen Penn West Petroleum

Obsidian Energy Ltd. (vormals: Penn West Petroleum Ltd., Penn West Exploration und Penn West Energy Trust) ist ein kanadisches Unternehmen mit Firmensitz in Calgary. 
Penn West Energy Trust war vormals ein unabhängiges Unternehmen der Erdölwirtschaft mit dem Firmennamen Penn West Petroleum Ltd. Im Mai 2005 wurde das Unternehmen in ein Energiefondsgesellschaft umgewandelt. Seit 2005 hat das Unternehmen weitere Investmentfonds im Energiesektor erworben: Vault, Canetic und Petrofund. Die von Penn West Energy Trust betriebenen Erdgas- und Erdölfelder befinden sich im Western Canadian Sedimentary Basin im westlichen Kanada. Das Unternehmen war im Aktienindex S&P/TSX 60 gelistet. Im Juni 2017 benannte sich das Unternehmen in Obsidian Energy um.